# Struck (Halbinsel)
Koordinaten: 54° 10′ N, 13° 42′ O

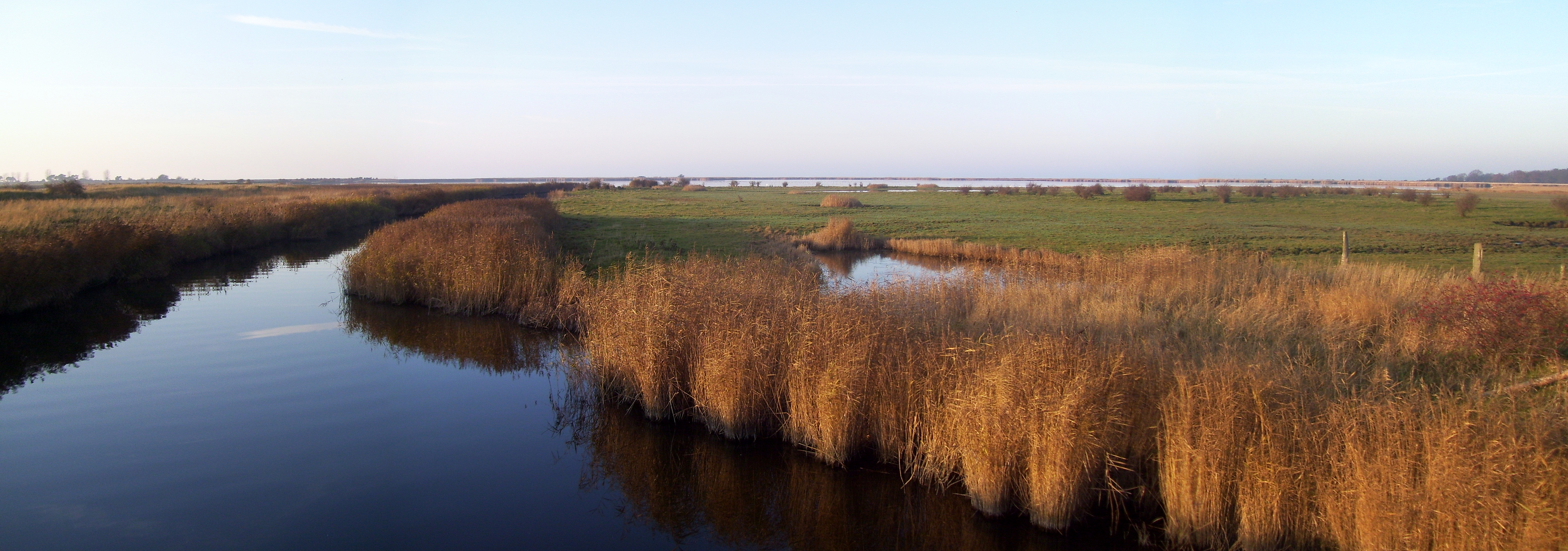
Graben von der Spandowerhagener Wieck zum Freesendorfer See

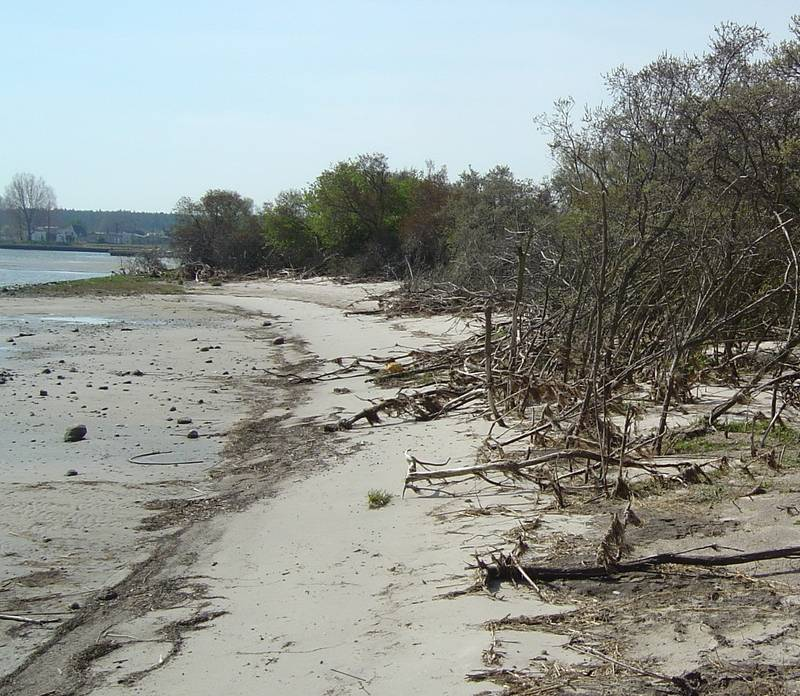
Ostufer der Halbinsel Struck

Der Struck ist eine deutsche (Halb-)Insel an bzw. in der Ostsee und gehört zum Bundesland Mecklenburg-Vorpommern.

## Lage
Der Struck liegt etwa 6 Kilometer nordöstlich des Seebades Lubmin am Ausgang des Peenestroms und 2,5 Kilometer westlich der nordwestlichsten Spitze der Insel Usedom gegenüber der Ortschaft Peenemünde. Südlich der Insel liegt die Spandowerhagener Wiek. Greifswald befindet sich 22 Kilometer südwestlich und Wolgast 13 Kilometer südlich.

## Name
Die Bezeichnung „Struck“ leitet sich vom niederdeutschen Wort für „Strauch“ ab, da auf den erhöhten Standwallbereichen im flachen Land weithin sichtbare Bäume und Gebüsche wuchsen. Der ursprüngliche Name der Insel ist „Freesendorfer Struck“. Freesendorf war ein kleiner Ort am Boddenufer, der für den Bau des Kernkraftwerks Nord aufgegeben wurde. Heute treten an dieser Stelle die Röhren der Nord-Stream-Gasleitung zu Tage. Die Gemarkung gehört zur Gemeinde Lubmin.

## Beschaffenheit
Ob es sich bei dem Struck nun um eine Insel oder lediglich um eine Halbinsel handelt, ist nicht genau festgelegt, da sich das Gelände zwar unmittelbar an das Festland anschließt, gleichzeitig aber durch den Freesendorfer See sowie dessen Verbindungen (schmalere Wasserläufe) mit den Buchten Greifswalder Bodden und Spandowerhagener Wiek hiervon getrennt ist.
Eine Brücke verbindet den Struck mit dem Festland. Der Struck hat bei einer maximalen Länge von 1800 Metern in nordöstlicher Richtung und einer Breite von bis zu 1600 Metern eine Fläche von gut 2,5 km². Das Gelände ist flach und erreicht eine Höhe von nur etwa 1,5 Metern über NN, an wenigen kleinen Stellen etwas darüber. Es ist von zahlreichen kleineren Tümpeln (Röten) und Wasserläufen (Priele) durchzogen und besteht überwiegend aus feuchtem bis nassem Salzgrünland (niedere Teile, Küstenüberflutungsmoor auf Schwemmsand) sowie kleineren Buschgebieten, die teilweise die Größe eines Wäldchens erreichen (alte Strandwälle und Dünen).

## Nutzung und Naturschutz
Zu DDR-Zeiten war der Struck aufgrund seiner Nähe zum Kernkraftwerk Lubmin Sperrgebiet und durfte grundsätzlich nicht betreten werden. Mittlerweile sind Ausflüge zu den sich hier befindlichen und zum Teil recht seltenen Tier- und Pflanzenarten in dem Brackwassergebiet unter bestimmten Auflagen möglich. Weil es auf dem Struck keine Wege gibt und ein Verbot besteht, „das Naturschutzgebiet außerhalb der gekennzeichneten Wege zu betreten“ (Schutzgebietsverordnung), ist in jedem Fall eine Erlaubnis der Unteren Naturschutzbehörde einzuholen. Das nur im Bereich des Salzgrünlandes landwirtschaftlich genutzte Gelände (erforderlich für dessen Erhaltung) bildet mit der Insel Ruden und der Westküste der Insel Usedom das „Naturschutzgebiet Peenemünder Haken, Struck und Ruden“.

## Nachweise
1. 1 2 3  Topographische Karte 1:10 000 (TK10) Basiskartenwerk für Mecklenburg-Vorpommern
2. 1 2  Informationstafel Struck